# Сражение при Занзуре
Сражение при Занзуре (ит. Battaglia di Zanzur), известное также как сражение при Сиди-Абд-эль-Джелиле, произошло 8 июня 1912 года у небольшого городка Занзур между частями итальянской армии, занимавшейся оккупацией Ливии, и регулярными войсками турецкой армии, поддерживаемыми многочисленными арабскими партизанами. Сражение закончилось победой итальянцев.

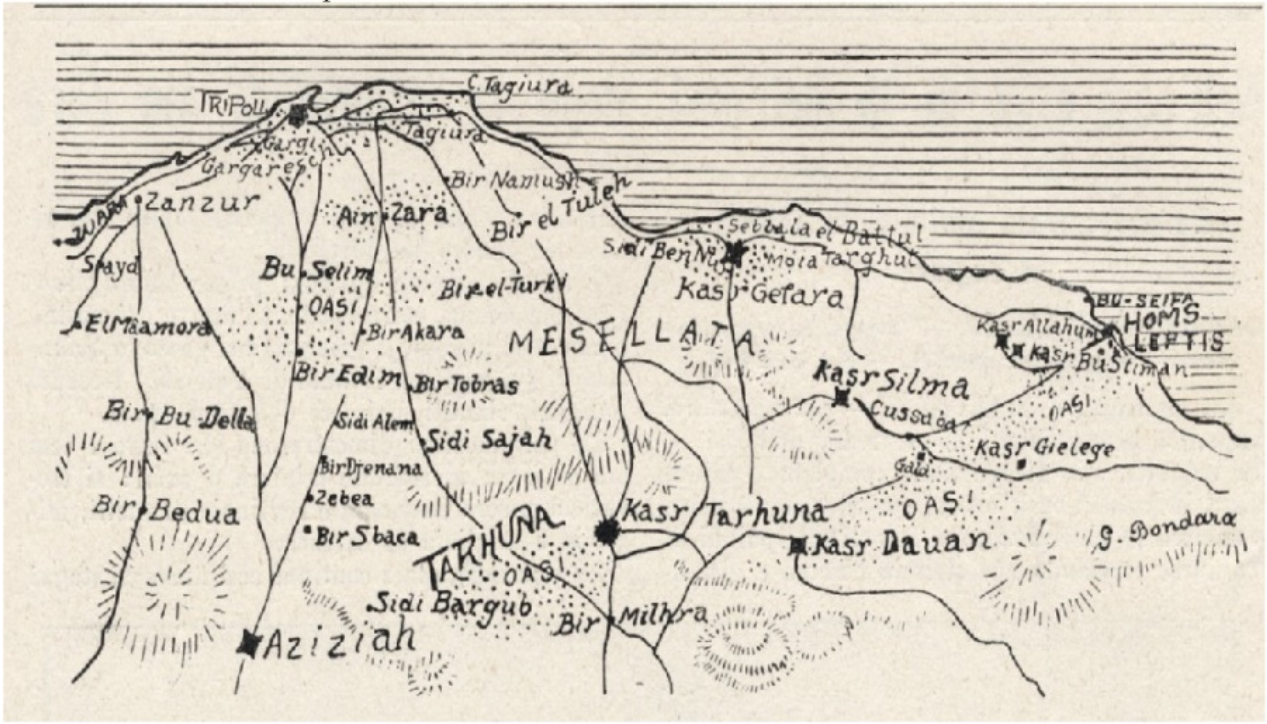
Занзур на карте 1912 года

После неоднократных итальянских попыток захватить оазис Занзур, расположенный к западу от Триполи, которые потерпели неудачу из-за арабо-турецкого сопротивления, 8 июня 1912 года была организована более массированная операция под командованием генерала Витторио Камераны, который сменил генерала Пекори-Джиральди, отстранённого от командования за неудачи по завоеванию местности.
В 3.30 8 июня 1912 года 14 пехотных батальонов, одна кавалерийская бригада и батарея горной артиллерии (12 000 солдат) при поддержке крейсера «Карло Альберто», вспомогательного крейсера «Читта ди Сиракузы» и торпедного катера «Ардеа» под общим командованием генерала Камераны двинулись двумя колоннами из Триполи в Занзур. Первая колонна наступала вдоль берега моря, вторая — левее, по караванной дороге Триполи — Занзур.
В пять часов утра колонна Джардины вступила в соприкосновение с противником. Благодаря эффективному взаимодействию с артиллерией, пехота в штыковой атаке к 7.30 овладела последовательно линиями окопов позиции Сиди-Абд-эль-Джелиль.
Тем временем бригада Райнальди, также при поддержке артиллерии, уничтожившей основную турецкую траншею, овладела штурмом главной линией обороны противника.
После 7.30 турки с юга, силами в несколько тысяч, предприняли контратаку на Гаргареш и на левое крыло дивизии Камераны, но благодаря переброшенным резервам и ударом во фланг к 12.00 были отброшены.
В 12 часов противник отступил по всей линии соприкосновения, кроме восточной окраины Занзурского оазиса, где держали позиции регулярные части турок. Подошедшая бригада Райнальди возобновила наступление, выгнала противника с его позиций и преследовала его на протяжении нескольких километров.
Около 16:00 турки предприняли попытку отбить оазис, но были остановлены, контратакованы и рассеяны бригадой Монтуори при поддержке кавалерийской бригады.
Бригада Джардины была оставлена в качестве гарнизона в оазисе Занзур, а бригада Райнальди и другие войска вернулись в Триполи.
Итальянцы отчитались о тысяче трупов противника, найденных на поле битвы.
Однако итальянцам не удалось удержать контроль над Занзуром, и его вскоре пришлось оставить. Турки, поддерживаемые местным арабским населением, владели оазисом до 20 сентября 1912 года, когда в результате нового наступления были оттуда выбиты частями генерала Оттавио Раньи.